# Dédalo (1922)
El portahidroaviones Dédalo fue el primer buque portaaeronaves de la Armada Española. De hecho, era el vapor construido en el Reino Unido de bandera alemana Neuenfels, entregado a España junto con otros cinco por la República de Weimar (en principio se le cambió el nombre por el de España n.º 6) después de la Primera Guerra Mundial como reparación por los hundimientos de buques españoles sufridos a manos de los submarinos alemanes.

## Historia y notas

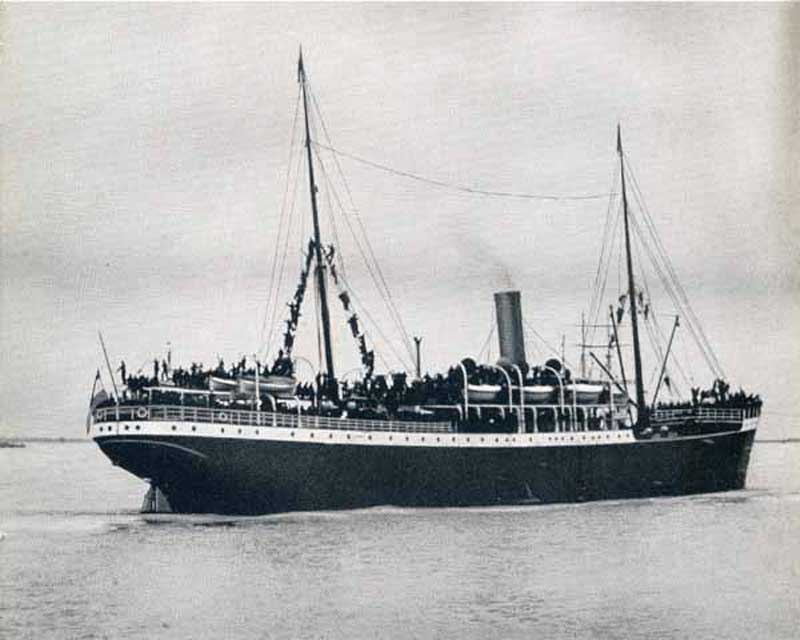
El Crefeld fue uno de los mercantes alemanes internados, se convirtió en el España n.º 4. Se hundió el 8 de junio de 1932 en la isla de Fernando Poo (entonces Guinea Española) tras encallar accidentalmente en Punta Oscura.

Durante la Primera Guerra Mundial la Marina Mercante española sufrió numerosas pérdidas humanas y materiales como consecuencia de la campaña indiscriminada de los submarinos alemanes a partir de 1917. Presionado por los navieros y la opinión pública, el gobierno español inició en agosto de 1918 conversaciones con las autoridades alemanas para obtener compensaciones sobre el tonelaje perdido por la flota nacional. En octubre se aprobó la toma de posesión efectiva de varios buques alemanes internados en puertos españoles, equivalentes en tonelaje a las pérdidas registradas, dejando pendiente el arbitraje y la resolución definitiva en lo que se mantenía desacuerdo con Alemania.
El Neuenfels era uno de los seis vapores alemanes incautados por el estado y al que se dio el nombre provisional de España nº 6 y que había venido prestando servicios al Ministerio de Fomento bajo la dirección de la «Gerencia de buques incautados por el Estado».
Dicha Gerencia tomó posesión del mismo en el puerto de Vigo el 23 de octubre de 1918, izándose a continuación la bandera nacional y quedando encargados de su custodia varios miembros de la dotación del cañonero Hernán Cortés, en espera de la nueva tripulación facilitada por la Compañía Trasatlántica. Tras una somera reparación en Ferrol fue matriculado en Vigo, volviendo seguidamente a la actividad comercial. En 1920 se produjo a bordo un brote de peste bubónica, por lo que debió pasar la temporada reglamentaria de cuarentena en el viejo lazareto de Mahón. Su vida civil terminó a finales de septiembre de 1921, al decidirse su entrega a la Armada Española, siendo la primera baja registrada en la flota gestionada por la Gerencia.

## Transformación del buque y datos

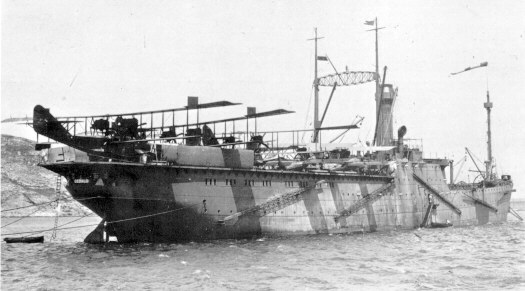
El Dédalo con tres Felixtowe F.3A en el puerto de Cartagena en 1920.

La Aeronáutica Naval estaba interesada desde hacía tiempo en un buque portahidroaviones, como poseían armadas de otros países. Esta necesidad vino a satisfacerse con la cesión al Ministerio de Marina por el de Fomento del vapor España Nº 6, que desde ese momento tomó el nombre de Dédalo. Tuvo lugar la cesión en el mes de noviembre de 1921 y, entregado el buque a la Escuela de Aeronáutica naval de Barcelona, comenzaron las obras de transformación a mediados de diciembre.
El estudio, los proyectos, sus tramitaciones laboriosas y las obras hasta conseguir la ejecución de las pruebas preliminares el 1º de mayo requirieron un plazo de cinco meses. Todo ello fue llevado a efecto por las iniciativas y la dirección del coronel de ingenieros navales Jacinto Vez y del capitán de corbeta Pedro María Cardona Prieto. Desde 1922 el buque sería comandado por Wenceslao Benítez Inglott.

Perfil del Dédalo con su aspecto en 1922.

Navegó en 1922, después de su transformación en portahidroaviones realizada en Talleres Nuevo Vulcano de Barcelona, la cual costó 8 millones de pesetas de la época, y se fijó su base en Cartagena. Podía transportar dos globos de observación A.P. (Avorio Prassone) de 1100 m³ que podían ser amarrados a la amura de babor, dos dirigibles S.C.A. de fabricación italiana semirrígidos de 1500 m³ y 39,3 m de longitud (uno operativo y otro en reserva). El buque llevaba en su proa un poste de amarre para los dirigibles (una torreta de celosía), y cabía la posibilidad de navegar con uno amarrado al poste y otro preparado abajo y hangar a cielo abierto a proa; unas baterías de botellas de gas hidrógeno y una pequeña fábrica de producción aseguraban en forma suficiente el aprovisionamiento de los globos.
Con respecto a los hidroaviones, podía transportar doce en cubierta perfectamente estibados y hasta veinte más, con las alas plegadas, en el hangar interior. Contaba con una cubierta de 60 m y un montacargas para subir o bajar los hidroaviones del hangar, si bien a la mayoría se les tenía que desmontar las alas para ser subidos o bajados al mismo.
Transportó en sus años de servicio hidroaviones de varios tipos: Felixstowe F.3, Savoia S.16 y S.16 bis, Macchi M.18 y Supermarine Scarab.
Los hidroaviones no despegaban desde su exigua cubierta de popa. Eran arriados mediante grúas al agua y, una vez finalizada su misión, tras amerizar volvían a ser izados mediante las mismas grúas.
Su clasificación oficial era de «Estación Transportable de Aeronáutica Naval».

## Historial

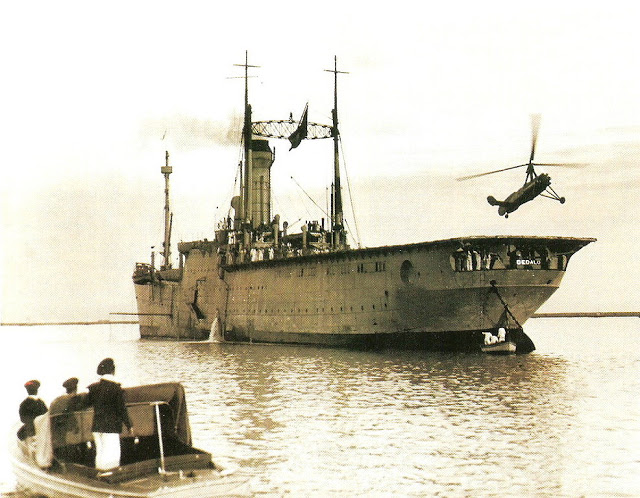
El autogiro Cierva C.30 despegando desde la cubierta del Dédalo, 7 de marzo de 1934.

Perfil del Dédalo con su aspecto en 1930.

Desde su entrega hasta 1925, demostró su utilidad prestando brillantes servicios durante la guerra de Marruecos, en el desembarco de Alhucemas. En algunas de sus fases, los aviones del Dédalo jugaron un papel fundamental, por ejemplo, el día 21 lanzaron sobre las posiciones enemigas más de 175 bombas. Fue el primer desembarco llevado a cabo con apoyo aéreo masivo en la historia mundial. Durante ese periodo, en 1924, embarcó en Southampton (Inglaterra) una docena de hidroaviones anfibios de bombardeo Supermarine Scarab adquiridos por la Marina.
En octubre de 1928, participó en las maniobras de la escuadra.
Juan de la Cierva y Codorníu, con su famoso invento del autogiro, efectuó el 7 de marzo de 1934 un perfecto y preciso aterrizaje con un modelo C.30 matriculado G-ACIO sobre una zona marcada de la cubierta de este buque, fondeado cerca del puerto de Valencia. Media hora después despegó tras una corta carrera de 24 m. Era la primera vez en el mundo que una nave de aspas y rotor se posaba y despegaba sobre un buque.
Pasado a primera situación (primer paso hacia el desguace) en 1935, fue dado de baja en abril de 1936, pero debido al estallido de la Guerra Civil el barco fue arrumbado en el puerto de Sagunto y allí se encontraba al término de la contienda hasta ser baja definitiva en las Listas de la Armada con fecha de 1 de marzo de 1940. El primero de los Dédalo, tras ser remolcado a Valencia, fue desguazado.
Años más tarde, cuando este primer Dédalo ya era historia, otra unidad portaaeronaves de la Armada Española llevó el mismo nombre.